# Školský zákon
Zákon o předškolním, základním, středním, vyšším odborném a jiném vzdělávání (zákon č. 561/2004 Sb.), zkráceně školský zákon je zákon, který v České republice od 1. ledna 2005 upravuje vzdělávání v různých typech školských zařízení. Druhy škol jsou mateřská škola, základní škola, střední škola (gymnázium, střední odborná škola a střední odborné učiliště), konzervatoř, vyšší odborná škola, základní umělecká škola a jazyková škola s právem státní jazykové zkoušky. 
Jeho prováděcími předpisy jsou vyhlášky Ministerstva školství, nařízení vlády o stanovení oborů vzdělání, stanovení maximálního počtu hodin výuky financovaného ze státního rozpočtu a podobně. Poslední novelizací zákona je zákon č. 135/2020 Sb.

## Historie
Návrh zákona byl rozeslán poslancům dne 12. 3. 2004. Návrh byl v PSP schválen 30. 6. Prezident zákon podepsal 22. 10. 2004. Úplné znění zákona bylo republikováno zákonem 317/2008 Sb., o předškolním, základním, středním, vyšším odborném a jiném vzdělávání (školský zákon), jak vyplývalo z pozdějších změn.
Zákon byl často měněn. Podle serveru Zákony pro lidi bylo za 15 let v platnosti 45 různých znění zákona. Na školský zákon navazuje minimálně 40 prováděcích vyhlášek a předpisů.
V lednu 2019 Ústavní soud odmítl stížnost právnické osoby Via Cordata, o. p. s. proti rozhodnutí Ministerstva školství nezapsat soukromou školu do rejstříku škol a školských zařízení. Žádost byla zamítnuta podle § 148 odst. 3 písm. a) školského zákona z důvodu jejího rozporu s Dlouhodobým záměrem vzdělávání a rozvoje vzdělávací soustavy hlavního města Prahy.
V červenci 2019 Ústavní soud zamítl návrh skupiny osmnácti senátorů, podaný v listopadu 2017, na zrušení příslušné části školského zákona. Napadená ustanovení zákona podle senátorů umožňují, aby si státní sektor budoval v podstatě monopol na vzdělání. Podle soudu však kapacitní důvody v současné situaci představují legitimní kritérium regulace vzdělávací soustavy a tento typ omezení nepřináší obecný zánik nestátních škol.

## Souvislosti
Se školským zákonem souvisí Listina základních práv a svobod. Ta v článku 33 konstatuje, že se právo na vzdělání poskytuje všem a přiznává občanům právo na bezplatné základní a středoškolské vzdělání. Bezplatné studium na vysoké škole je zde podmiňováno vedle schopností občana také možnostmi společnosti. Dále čl. 33 upravuje i zřizování jiných než státních škol. Zákonem lze stanovit podmínky, za kterých stát poskytuje občanům při studiu pomoc.

### Vztah k politice
Školský zákon zakazuje činnost politických stran a hnutí a také jejich propagaci, například jako součást politické kampaně, ve školách.